# Сен, Паритош
Паритош Сен (бенг. পরিতোষ সেন) — индийский художник.
В 1943 году организовал первое творческое объединение модернистов в Индии — «Калькуттскую группу», активно пытавшуюся совместить модернизм с традиционным индийским изобразительным искусством.